# Androtrichum
- Commons
- Wikispecies

Androtrichum (Brongn.) Brongn. é um género botânico pertencente à família Cyperaceae.

## Sinonímia
- Megarrhena Schrad. ex Nees

## Espécies
Apresenta cinco espécies:
- Androtrichum giganteum
- Androtrichum montevidense
- Androtrichum polycephalum
- Androtrichum speciosum
- Androtrichum trigynum